# 백미카엘
백미카엘(Michael Baek, 1999년 7월 16일 ~ )은 전 KBO 리그 KIA 타이거즈의 투수이다. 개명 전 이름은 백진호이다. 2017년 초에 케이비리포트와의 인터뷰에서 라이벌을 당시 청주고등학교 소속이자 현재 같은 팀에 소속된 김유신을 꼽았다.

## 아마추어 시절
고등학교 3학년 시절 26.2이닝, 평균자책점 2.33을 기록했다. 평균 구속은 130km/h 초중반대를 기록하고, 최고 구속은 145km/h를 기록했다.
유창식 이후 호남팜 최고 거물로 뽑히는 김기훈을 상대로 2017년에 선발 대결을 해 승리를 기록했다.

## KIA 타이거즈시절
준수한 하드웨어를 바탕으로 2018년 한국프로야구 신인 드래프트 2차 7라운드에서 지명받았다. 2021년 10월에 방출됐다.